# Kim Hyung-Ju
Kim Hyung-Ju (14 de marzo de 1976) es un deportista surcoreano que compitió en judo.
Ganó una medalla de bronce en el Campeonato Mundial de Judo de 2001, y una medalla de plata en el Campeonato Asiático de Judo de 2000. En los Juegos Asiáticos de 2002 consiguió una medalla de oro.

## Palmarés internacional
| Campeonato Mundial  | Campeonato Mundial    | Campeonato Mundial | Campeonato Mundial |
| Año                 | Lugar                 | Medalla            | Categoría          |
| ------------------- | --------------------- | ------------------ | ------------------ |
| 2001                | Múnich (Alemania)     | Medalla de bronce  | –66 kg             |
| Juegos Asiáticos    |                       |                    |                    |
| Año                 | Lugar                 | Medalla            | Categoría          |
| 2002                | Busan (Corea del Sur) | Medalla de oro     | –66 kg             |
| Campeonato Asiático |                       |                    |                    |
| Año                 | Lugar                 | Medalla            | Categoría          |
| 2000                | Osaka (Japón)         | Medalla de plata   | –66 kg             |